# Erik Karlholm
Erik Karlholm född Helge Erik Olof Karlholm 23 april 1880 i Dalhem, Stockholms län, död 1 augusti 1932 i Sofia församling, var en svensk redaktör, översättare, författare och manusförfattare.

## Filmmanus
- 1915 – I kronans kläder